# Viharos szívek
A Viharos szívek (eredeti cím: Vencer el desamor) 2020 és 2021 között vetített mexikói telenovella, amelyet Pedro Armando Rodriguez és Claudia Velazco alkotott. A főbb szerepekben Claudia Álvarez, David Zepeda, Daniela Romo, Altaír Jarabo, Juan Diego Covarrubias látható.
A Vencer el miedo spin-offja. Mexikóban 2020. október 12-én mutatta be a Las Estrellas. Magyarországon 2021. szeptember 3-a és 2022. január 20-a között sugározta a TV2.

## Cselekmény
A sorozat négy különböző életkorú és társadalmi rétegű nőről szól, akik kénytelenek egy fedél alatt élni. Eleinte feszült a hangulat, de később rájönnek, hogy van valami közös bennük, a szenvedés. Valaki a partnere távolléte miatt, valaki a partnere gyászolása miatt szenved.

## Szereplők
| Színész                         | Szereplő                               | Magyar hang                       |
| ------------------------------- | -------------------------------------- | --------------------------------- |
| Claudia Álvarez                 | Ariadna López Hernández                | Roatis Andrea                     |
| David Zepeda                    | Álvaro Falcón Albarrán                 | Varga Rókus                       |
| Daniela Romo                    | Bárbara Albarrán de Falcón             | Menszátor Magdolna                |
| Altaír Jarabo                   | Olga Collado                           | Bogdányi Titanilla                |
| Juan Diego Covarrubias          | Eduardo Falcón Albarrán                | Markovics Tamás                   |
| Emmanuel Palomares              | Gael Falcón Albarrán / Rommel Guajardo | Szabó Máté                        |
| Julia Urbini                    | Dafne Falcón Miranda                   | Laudon Andrea                     |
| Valentina Buzzurro              | Gemma Corona                           | Gyarmati Laura                    |
| Alfredo Gatica                  | Cuauhtémoc "Cuau" Vargas               | Horváth-Töreki Gergely            |
| Issabela Camil                  | Linda Brown                            | Solecki Janka                     |
| Josh Gutiérrez                  | Néstor Ibarra                          | Pásztor Tibor                     |
| José Elías Moreno               | Joaquín Falcón Ruiz                    | Rosta Sándor                      |
| Alejandra García                | Romina Inunza                          | Sipos Eszter Anna                 |
| Lourdes Reyes                   | Josefina Miranda                       | Rátonyi Hajni                     |
| Claudia Ríos                    | Levita Corona                          | Kocsis Mariann                    |
| Raquel Morell                   | Imelda                                 | Szórádi Erika                     |
| Patricia Martínez               | Martha                                 | Málnai Zsuzsa                     |
| Francisco Avendaño              | Eugenio                                | Csuha Lajos                       |
| Bárbara Falconi                 | Cassandra Ríos                         | Simonyi Réka                      |
| Mildred Feuchter                | Ivette                                 | Laurinyecz Réka                   |
| Tizoc Arroyo                    | Calixto                                | Czvetkó Sándor                    |
| Moisés Manzano                  | Onofre Corona                          | Bácskai János                     |
| Jorge Alberto Bolaños           | Silvestre Salmerón                     | Albert Péter                      |
| Iker García Meza                | Tadeo Falcón López                     | Maszlag Bálint                    |
| Mía Martínez                    | Clara María "Clarita" Ibarra Falcón    | Bak Julianna                      |
| Leonardo Daniel (42–49. epizód) | Lino Ferrer                            | Dézsy Szabó Gábor (42–49. epizód) |
| Marco Treviño (52–93. epizód)   | Lino Ferrer                            | Barbinek Péter (52–93. epizód)    |
| Andrés Vázquez                  | Dimitri "Dimi"                         | Bauer Gergő                       |
| Carlos Bonavides                | Antero atya                            | Bartók László                     |
| Beatriz Moreno                  | Efigenia "Efi" Cruz                    | Csizmadia Gabriella               |
| Mauricio García Muela           | Guillermo "Memo" Estévez               | Kisfalusi Lehel                   |
| Ricardo Baranda                 | Bruno                                  | Ungvári Gergely                   |
| Mariana Espinoza                | Erika                                  | Hermann Lilla                     |
| Elena Lizarraga                 | Elena "Licha"                          | Csifó Dorina                      |
| Cristian de la Campa            | Paulo                                  | Ágoston Péter                     |
| Ariane Pellicer                 | Guadalupe "Lupe" Guajardo              | Bertalan Ágnes                    |
| Anna Ciocchetti                 | Refugio                                | Orosz Anna                        |
| Fernanda Ferruzca               | Perla "Perlita" Corona                 | Pál Zsófia                        |
| Azalia Ortiz                    | Hilda                                  | Kiss Erika                        |
| Paulina Goto                    | Marcela Durán                          | Csuha Bori                        |
| Evangelina Martínez             | Cuquita                                | Réti Szilvia                      |
| Carlos Orozco Plascencia        | Conrado                                | Holl Nándor                       |
| Eugenio Cobo                    | Pedro atya                             | Kajtár Róbert                     |
| Alfredo Huereca                 | Martín Collado                         | Epres Attila                      |
| Elizabeth Guindi                | Giselle de Collado                     | Ősi Ildikó                        |
| Francisco Pizaña                | Vidal                                  | Moser Károly                      |

## Évados áttekintés
| Évad | Évad | Epizód | Eredeti sugárzás  | Eredeti sugárzás  | Eredeti adó | Magyar sugárzás     | Magyar sugárzás  | Magyar adó |
| Évad | Évad | Epizód | Évadpremier       | Évadfinálé        | Eredeti adó | Évadpremier         | Évadfinálé       | Magyar adó |
| ---- | ---- | ------ | ----------------- | ----------------- | ----------- | ------------------- | ---------------- | ---------- |
|      | 1    | 93     | 2020. október 12. | 2021. február 19. |             | 2021. szeptember 3. | 2022. január 20. |            |

## Szinkron
- Magyar szöveg: Seres Bernadett
- Hangmérnök: Sinka Dávid és Faragó Imre
- Vágó: Faragó Imre
- Gyártásvezető: Lajtai Erzsébet
- Szinkronrendező: Gazdik Katalin
- Szinkron stúdió: Masterfilm Digital
- Megrendelő: TV2 Média Csoport

## Gyártás
A telenovellát a NAPTE 2020 rendezvényen jelentették be El ya no vive aquí címmel. 2020 februárjában bejelentették, hogy a produkció a "Vencer" franchise része lesz. A szereplőket hivatalosan 2020. március 14-én jelentették be. A forgatás 2020 áprilisában kezdődött, a telenovella premierje pedig 2020. július 13-án. 2020. március 30-án azonban a Televisa bejelentette, hogy felfüggesztette telenovelláik forgatását a koronavírus-járvány miatt. 2020. június 30-án folytatódott és 2020. december 16-án fejeződött be.